# سلفادور بودج أنتيك
سلفادور بودج أنتيك (بالإسبانية: Salvador Puig Antich)‏ ‏(1948 – 1974) فوضوي مسلح من كتالونيا، جعله إعدامه في فترة حكم فرانكو العسكري شخصية مشهورة وأيقونة لدعاة الاستقلال الكتالوتي عن أسبانيا.